# Силвърторн
Силвърторн (на английски: Silverthorne) е град в окръг Съмит, щата Колорадо, САЩ. Силвърторн е с население от 3196 жители (2000) и обща площ от 8,3 km². Намира се на 2754 m надморска височина. ЗИП кодът му е 80497, 80498, а телефонният му код е 970.